# Красный Май (Удомельский район)
Красный Май — поселок в Удомельском городском округе Тверской области.

## География
Поселок находится в северной части Тверской области на расстоянии приблизительно 14 км на запад-северо-запад по прямой от железнодорожного вокзала города Удомля.

## История
Деревня здесь упоминается с 1926 года. Рядом с ней в конце 1920-х годов на местном сырье стал работать кирпичный завод. Деревня и поселок кирпичного завода объединились после 1958 года. Дворов (хозяйств) было 15 (1941), 39 (1958), 24 (1986), 15 (2000). До 2015 года входила в состав Копачёвского сельского поселения до упразднения последнего. С 2015 года в составе Удомельского городского округа.

## Население
Численность населения: 122 человека (1958 год) для деревни и поселка вместе, 52(1986), 28 (русские 96 %) в 2002 году, 26 в 2010.